# Efekt skupienia
Efekt skupienia – błąd poznawczy polegający na przywiązywaniu zbyt dużej wagi do jednego szczegółu, co zaburza racjonalną ocenę użyteczności rozważanego rozwiązania.
Efekt ten łatwo zaobserwować badając ludzkie oceny czyjegoś szczęścia i zadowolenia. Ludzie wtedy zwykle skupiają się na najbardziej widocznych przesłankach, ignorując większość tych nieoczywistych.
Przykładowo w USA przeprowadzano badanie opinii na temat poglądów, czy mieszkańcy Kalifornii są szczęśliwsi od mieszkańców środkowozachodnich stanów. Zarówno mieszkańcy tych stanów jak i mieszkańcy Kalifornii oceniali, że Kalifornijczycy muszą być znacznie szczęśliwsi, podczas gdy w rzeczywistości nie stwierdzono żadnych takich różnic. Błąd wynikał ze skupiania się na takich czynnikach jak słoneczna pogoda i rzekoma beztroska życia w Kalifornii, przy ignorowaniu innych czynników takich jak wysoka przestępczość i zagrożenie trzęsieniami ziemi. Oceniający nie brali też pod uwagę faktu, że ludzie mają tendencję do przyzwyczajania się do wszelkich warunków, co powoduje, że wpływ tych warunków na nasze szczęście jest zwykle znacznie mniejszy niż byśmy tego oczekiwali.